# Abeltje (film)
Abeltje is een Nederlandse jeugdfilm uit 1998 van Ben Sombogaart met in de hoofdrollen Ricky van Gastel en Soraya Smith.
Het scenario voor de film is gebaseerd op het gelijknamige boek Abeltje uit 1953 van Annie M.G. Schmidt. De film had voor een Nederlandse film een enorm budget van bijna 9 miljoen gulden (ca. € 4 400 897). De film was een groot succes met 900.597 bezoekers en een opbrengst van ƒ 10 386 906 (ca. € 4 721 321) (bron: bezoekersstatistieken Nederlandse Filmproducenten). De film kreeg in 1999 een Gouden Kalf in de categorie Beste Film.

## Verhaal
Abeltje krijgt een baantje als liftjongen bij het nieuwe warenhuis Knots. Hij krijgt op zijn hart gedrukt om nooit op het bovenste, groene knopje van de lift te drukken. Als hij zich weer eens in de nesten werkt, drukt hij in paniek de verboden knop in. De lift vliegt het pand uit, op weg naar een onbekende bestemming. In de lift bevinden zich ook de vertegenwoordiger in mottenballen Jozias Tump, zanglerares Juffrouw Klaterhoen en het meisje Laura.
Eenmaal boven New York lukt het Abeltje om de lift aan de grond te zetten. Als Abeltje op zoek gaat naar werk wordt hij door mrs. Cockle-Smith aangezien voor haar zoontje Johnny. Met behulp van Jozias Tump weet Abeltje aan haar te ontsnappen. Abeltje besluit Johnny te gaan zoeken en zet met de lift koers naar de Zuid-Amerikaanse bananenrepubliek Perugona. Daar is net een staatsgreep gepleegd, maar de nieuwe president realiseert zich dat al zijn voorgangers reeds na een jaar afgezet en vermoord werden. Hij treedt af en maakt Tump president. Abeltje weet de vermiste Johnny te bevrijden. Tump valt vervolgens in ongenade en ze vluchten met de lift.
Inmiddels zijn ook de moeders van Abeltje en Johnny op jacht naar hun zonen. Wanneer het hele reisgezelschap ten slotte met lift en al in een vulkaan terechtkomt, lijkt het einde nabij.

## Rolverdeling
| Acteur                    | Personage                            |
| ------------------------- | ------------------------------------ |
| Ricky van Gastel          | Abeltje Roef / Johnny Cockle Smith   |
| Soraya Smith              | Laura                                |
| Frits Lambrechts          | Jozias Tump                          |
| Marisa van Eyle           | Juffrouw Klaterhoen                  |
| Annet Malherbe            | Moeder van Abeltje/Mrs. Cockle-Smith |
| Carine Crutzen            | Guerrillabaas                        |
| Victor Löw                | Schraap                              |
| Kees Hulst                | Schoolmeester                        |
| Afroditi-Piteni Bijker    | Vriendin van Laura                   |
| Herman Koch               | Tolk van president Tump              |
| Leslie de Gruyter         | Mr. Cockle-Smith                     |
| Ben Ramakers              | Adjudant                             |
| Philip van Lidth de Jeude | Generalisimo                         |
| Michel van Dousselaere    | Popcornverkoper                      |
| Cas Enklaar               | Huisknecht                           |
| René van Asten            | Guerillabewaker                      |

## Achtergrond
Abeltje verscheen in 1953 met groot succes op de Nederlandse jeugdboekenmarkt en werd sinds die tijd regelmatig herdrukt. In 1998 werd het boek voor het eerst verfilmd door Ben Sombogaart en Burny Bos. Bos wilde alle boeken van Annie M.G. Schmidt verfilmen en Abeltje was een van zijn eerste projecten. De film volgt het verhaal van het boek grotendeels, maar wijkt op enkele punten af en werd hier en daar gemoderniseerd. Zo heeft Abeltje in de film een skateboard en draagt hij een oorringetje. Laura wordt in de film "gepromoveerd" tot zijn vriendinnetje en zijn moeder is niet, zoals in het boek, bloemiste, maar werkt in haar eigen garage. In het boek komt Abeltje zijn evenbeeld Johnny per toeval tegen, maar in de film gaat hij op speurtocht naar Johnny. Het verhaal werd op een aantal punten ingrijpend veranderd: in het boek komt de lift op weg naar New York eerst nog in zee terecht. Die scène verviel vanwege technische problemen, maar ook omdat de landing in zee niets toevoegt aan het verhaalverloop. Ook het hele gedeelte uit het boek dat zich in Nieuw-Zeeland afspeelt, is weggelaten. In plaats daarvan stort de lift in Perugona in een vulkaan en gaat zo door de aarde heen, terug naar Nederland. Scenarist Burny Bos verplaatste het verhaal van 1953 naar 1998 en veranderde de leeftijd van Abeltje van 14 jaar naar 11. Ook voegde hij een liefdesverhaal tussen de liftjongen en Laura toe. In het boek hangt Laura er maar wat bij.

## Acteurs
Aanvankelijk zou Olivier Tuinier, bekend van Het Zakmes en De kleine blonde dood de rol van Abeltje spelen, maar die was inmiddels te oud geworden. De namen van de twee jonge hoofdrolspelers, Ricky van Gastel en Soraya Smith, waren tot het beëindigen van de opnamen geheim. Ricky, die 10 jaar was tijdens de opnamen, maakte op zijn zevende al zijn debuut als Teet Willemse in de jeugdserie Dag juf, tot morgen, onder regie van Burny Bos.

## Productie
Producent Burny Bos wilde bij Abeltje geen concessies doen. Er moest met een groot budget gewerkt kunnen worden of helemaal niet. De financiering gaf gelijk grote problemen. Dit betekende dat de opnamen die gepland stonden voor de zomer van 1995 uitgesteld werden. Er werd druk onderhandeld en uiteindelijk kwam de volgende oplossing uit de bus. De begroting werd verdeeld over de speelfilm Abeltje en de gelijknamige televisieserie. In 1995 gaf het fonds alleen geld voor de serie, 1,5 miljoen gulden (675.000 euro) (het hoogst te verkrijgen bedrag), waarna in 1996 de rest werd uitgekeerd. Nadat de financiering rond was, begonnen de opnamen eindelijk in oktober 1997. Een belangrijk deel werd gefilmd in de Noordoostpolder rondom en in het plaatsje Bant, dat model stond voor de fictieve stad Middellum, waar het warenhuis Knots staat. Daarnaast filmde de ploeg in Luxemburg, Spanje en New York. Ongevaarlijk waren de opnamen niet. Rick van Gastel, die de rol van Abeltje speelt, kwam bij de opnamen bijna om het leven. In de film landt de moeder van Abeltje in een watervliegtuig in de buurt van een steiger. Rick stond op de steiger toen het vliegtuig op het water landde, doorschoot en verongelukte. De steiger werd vernield en de jonge acteur kon alleen ontsnappen door van de steiger te springen. De opnames van het incident zijn in de film gehandhaafd.
Tijdens de release van de film gaf distributeer Warner Bros. £1 miljoen uit aan marketing. Door dit ontstond er een conflict tussen het hoofdkantoor in Burbank en het Nederlandse tak over dit bedrag.

## Muziek
De volgende nummers zijn in de film te horen:
- Coming Home (Henny Vrienten) - uitgevoerd door Michelle David
- Smoorverliefd (Henny Vrienten) - uitgevoerd door Marisa Van Eyle
- De Twips & In een Rijtuigje (Annie M.G. Schmidt/Harry Bannink) - uitgevoerd door Marisa Van Eyle en Zabulon
- Waarheen, waarvoor (Karel Hille) - uitgevoerd door Monique Krüs
- Fernando en Filippo (Gerrit den Braber/ Cees Bruyn) - uitgevoerd door Trijntje Oosterhuis
- Vlieg met me mee (het avontuur) (Tjeerd Oosterhuis/ Henny Vrienten/Tamara Bos) - uitgevoerd door Trijntje Oosterhuis
- New York (Tjeerd Oosterhuis/Henny Vrienten) - uitgevoerd door Trijntje Oosterhuis
- Flying (Rob Bolland/Ferdi Bolland/Henny Vrienten) - uitgevoerd door Romeo
- The Christmas Show (Rob Bolland & Ferdi Bolland) - uitgevoerd door Bolland & Bolland
- If every day were Christmas (Rob Bolland & Ferdi Bolland) - uitgevoerd door Daniella's Daze
- Big Beat Boy (Rob Bolland & Ferdi Bolland) - uitgevoerd door Wow!
- Generalísimo & Salsa de María (Rob Bolland & Ferdi Bolland) - uitgevoerd door The Gibson Brothers

## Televisieserie
De film werd ook bewerkt tot een zevendelige televisieserie, uitgezonden door de AVRO in 2000.
De televisieversie bevatte meer scènes dan in de film te zien waren. De televisieserie is in 2014 tevens door NostalgieNet uitgezonden en in 2015, na de naamswijziging van die zender in ONS, opnieuw.
Tevens zijn er ook nog videobanden van Abeltje in omloop.
Hierop worden in de credits alle personen genoemd die hebben meegeholpen.

## Videobanden
In 1998 werd Abel op VHS uitgebracht.
Oplage 1998 / 1999 Abel is anders als de oplage die op dvd is uitgebracht.
In Abeltje 1998 / 1999 worden er credits toegewezen aan personen die mee hebben geholpen aan de film.
- NOTE: Namen van personen zijn weggelaten.

## Prijzen en nominaties
- Abeltje won op het Nederlands Filmfestival 1999 de Gouden Kalf voor beste lange speelfilm. Ben Sombogaart kreeg tijdens dit festival de TV filmprijs. Hij werd tevens genomineerd voor de Grolsch filmprijs. Annet Malherbe kreeg een nominatie voor een Gouden Kalf in de categorie Beste actrice.
- Public Choice Award op het internationale festival voor kinderfilms in Montreal (maart 1999).
- Starboy award voor Ben Sombogaart op het Oulu International Children's Film Festival